# Andy Paz-Garriga
Pour les articles homonymes, voir Paz et Garriga.
Andy Paz-Garriga, né le 5 janvier 1993 à La Havane (Cuba), est un joueur franco-cubain de baseball qui évolue au poste de receveur.
Le 20 janvier 2011, il devient le quatrième français à signer un contrat professionnel avec une franchise américaine après René Leveret, Joris Bert et Frédéric Hanvi,.
Il devient le 2e français à atteindre le niveau Low A après René Leveret en rejoignant les Beloit Snappers pour la saison 2014, puis le premier à atteindre le niveau AA en avril 2016 en étant assigné avec les Midland RockHounds.

## Carrière
Andy Paz joue au baseball à Cuba de 2001 à 2007, d'abord à San Miguel puis à La Havane au 10 de Octubre.
Il s'installe à Toulouse en France avec son père en 2007, rejoignant le Stade Toulousain Baseball. Un an plus tard, il est détecté par le Pôle France Baseball de Toulouse et intègre la filière des sportifs de haut-niveau du baseball français. Il est élu meilleur receveur du tournoi inter-académies de la MLB Europe avec l'Équipe du Pôle France la même année.
Scouté par Tom Gillespie, détecteur des Oakland Athletics en Europe depuis son arrivée en 2007 il devient en janvier 2011 le premier joueur européen amateur recruté par la franchise américaine.
Il fait partie de l'Équipe de France junior médaillée de bronze au Championnat d'Europe en 2009.
En 2011 il participe au Championnat d'Europe junior puis rejoint la Dominican Summer League pour y terminer la saison. Il frappe.315 en 24 rencontres avec les DSL Athletics, la deuxième meilleure moyenne de l'équipe.
Il devient champion d'Europe des - de 21 ans en 2012, le premier titre européen de l'histoire du baseball français. Pour sa deuxième saison en DSL il frappe .317 en 26 rencontres. En septembre il participe au World Baseball Classic Qualifier avec l'Equipe de France senior.
En 2013 il rejoint les AZL Athletics en évolue en Arizona League, une autre ligue rookie des Athletics.
Il rejoint en 2014 les Beloit Snappers, l'équipe de niveau Low A des Athletics.
Après une saison écourtée par une blessure à la main en 2015, Andy fait un bon World Baseball Classic Qualifier avec l'Equipe de France de Baseball en mars au Panama et est assigné début 2016 avec les Stockton Ports au niveau A-Advanced avant d'être promu en AA avec les Midland RockHounds, devenant le premier français à y évoluer.
Le 7 mai il frappe son premier home-run en AA dans la victoire de Midland 4-3 face à Frisco.
Relâché à la fin de son contrat avec les Athletics d'Oakland, Andy s'engage en Ligue professionnelle de baseball du Nicaragua avec les Tigres de Chinandega lors de l'hiver 2017/2018, saison remportée par son équipe.
Il s'engage en 2018 avec les RailCats de Gary SouthShore en American Association. Son équipe se qualifie pour les playoffs mais s'incline en demi-finale. Avec,283 en moyenne, Andy frappe 71 coups sûrs et produit 40 points en 66 rencontres.

## Statistiques
| Saison | Équipe | G  | AB  | R  | H  | 2B | 3B | HR | RBI | BB | SO | SB | BA   | OBP  | SLG  |
| ------ | ------ | -- | --- | -- | -- | -- | -- | -- | --- | -- | -- | -- | ---- | ---- | ---- |
| 2009   | STB    | 17 | 43  | 9  | 2  | 0  | 0  | 1  | 1   | 7  | 5  | 1  | ,256 | ,373 | ,302 |
| 2010   | STB    | 24 | 86  | 15 | 26 | 3  | 0  | 0  | 17  | 15 | 8  | 3  | ,302 | ,390 | ,337 |
| 2011   | STB    | 21 | 78  | 21 | 27 | 5  | 5  | 0  | 23  | 10 | 5  | 4  | ,346 | ,433 | ,538 |
| Totaux | Totaux | 62 | 207 | 45 | 56 | 8  | 5  | 2  | 41  | 32 | 18 | 8  |      |      |      |

| Saison | Équipe                          | G  | AB  | R  | H  | 2B | 3B | HR | RBI | BB | SO | SB | BA   | OBP  | SLG  |
| ------ | ------------------------------- | -- | --- | -- | -- | -- | -- | -- | --- | -- | -- | -- | ---- | ---- | ---- |
| 2011   | DSL A's (Rk)                    | 24 | 73  | 8  | 23 | 3  | 0  | 0  | 7   | 14 | 10 | 3  | ,315 | ,451 | ,356 |
| 2012   | DSL A's (Rk)                    | 26 | 82  | 11 | 26 | 4  | 2  | 0  | 7   | 34 | 14 | 13 | ,316 | ,417 | ,415 |
| 2013   | AZL A's (Rk)                    | 33 | 92  | 7  | 21 | 4  | 0  | 2  | 11  | 20 | 18 | 0  | ,228 | ,304 | ,337 |
| 2014   | Beloit Snappers (A-Full)        | 18 | 57  | 4  | 9  | 2  | 0  | 0  | 7   | 10 | 18 | 1  | ,158 | ,279 | ,193 |
| 2014   | Vermont Lake Monsters (Short-A) | 14 | 50  | 7  | 6  | 1  | 1  | 0  | 6   | 3  | 11 | 0  | ,120 | ,167 | ,180 |
| 2014   | AZL A's (Rk)                    | 14 | 44  | 3  | 7  | 2  | 0  | 1  | 4   | 4  | 8  | 0  | ,159 | ,224 | ,273 |
| 2015   | Beloit Snappers (A-Full)        | 9  | 30  | 3  | 6  | 1  | 0  | 0  | 1   | 3  | 11 | 0  | ,200 | ,273 | ,233 |
| 2015   | AZL A's (Rk)                    | 7  | 23  | 1  | 6  | 0  | 0  | 0  | 3   | 5  | 6  | 1  | ,261 | ,393 | ,261 |
| 2016   | Midland RockHounds (AA)         | 4  | 12  | 1  | 4  | 0  | 0  | 1  | 2   | 2  | 2  | 0  | ,333 | ,429 | ,583 |
| 2016   | Stockton Ports (A-Advanced)     | 6  | 19  | 5  | 8  | 1  | 1  | 0  | 2   | 4  | 1  | 1  | ,421 | ,522 | ,597 |
| 2017   | Midland RockHounds (AA)         | 53 | 179 | 14 | 45 | 4  | 0  | 0  | 19  | 14 | 37 | 3  | ,251 | ,303 | ,274 |

| Saison                    | Équipe                      | G  | AB  | R  | H  | 2B | 3B | HR | RBI | BB | SO | SB | BA   | OBP | SLG |
| ------------------------- | --------------------------- | -- | --- | -- | -- | -- | -- | -- | --- | -- | -- | -- | ---- | --- | --- |
| American Association 2018 | RailCats de Gary SouthShore | 66 | 251 | 30 | 71 | 19 | 3  | 1  | 40  | 13 | 42 | 3  | ,283 |     |     |